# Terratrèmol de Canterbury de 2010
El terratrèmol de Canterbury de 2010 va ser un fort terratrèmol de magnitud 7,1, que va afectar l'Illa del Sud de Nova Zelanda a les 4:35 del 4 de setembre de 2010 (16:35 del 3 de setembre UTC). El seu epicentre estava situat aproximadament 40 km a l'oest de Christchurch, prop del poble de Darfield, a una profunditat de 10 km. També es pogueren sentir fortes rèpliques, incloent-n'hi una de magnitud 5,3.
El terratrèmol principal es pogué sentir a tota l'Illa del Sud, i també a l'Illa del Nord fins a New Plymouth.
El terratrèmol va causar molts danys i va tallar l'electricitat i l'aigua, principalment a la ciutat de Christchurch. Dues persones van resultar ferides de gravetat. La tremolor va causar danys també a edificis històrics de Lyttelton, prop de Christchurch, incloent-hi una església i parts d'un hotel. Les botigues del centre de la ciutat estaven tancades el dia que va ocórrer el terratrèmol. El cost total dels danys s'estima d'uns 2 bilions de dòlars neozelandesos.
Defensa civil va declarar l'estat d'emergència a Christchurch i el Districte de Selwyn.